# Pierre Sergent (cyclisme)
Pour les articles homonymes, voir Pierre Sergent et Sergent (homonymie).
Pierre Sergent, né le 28 mars 1895, à Paris 15e et mort le 14 mai 1981 à Strasbourg (Bas-Rhin), est un coureur cycliste français.

## Palmarès
- 1913
  - 2e du Grand Prix d'Angers
- 1914
  -  Médaillé de bronze Championnat de France de vitesse
  - 3e du Grand Prix de Reims
- 1919
  -  Médaillé d'or Championnat de France de vitesse
- 1921
  -  Médaillé de bronze  Champions du monde de vitesse professionnels
- 1923
  -  Médaillé d'argent Championnat de France de vitesse
- 1924
  - 3e des Six jours de Paris avec Charles Deruyter
- 1926
  - Six jours de Berlin avec Lucien Louet